# Любень (Любуське воєводство)
Любень (пол. Lubień) — село в Польщі, у гміні Осьно-Любуське Слубицького повіту Любуського воєводства.
Населення — 269 осіб (2011).
У 1975-1998 роках село належало до Гожовського воєводства.

## Демографія
Демографічна структура станом на 31 березня 2011 року:
|          | Загалом | Допрацездатний вік | Працездатний вік | Постпрацездатний вік |
| -------- | ------- | ------------------ | ---------------- | -------------------- |
| Чоловіки | 141     | 31                 | 93               | 17                   |
| Жінки    | 128     | 29                 | 66               | 33                   |
| Разом    | 269     | 60                 | 159              | 50                   |